# Scorpiops ciki
Espèce
Scorpiops ciki est une espèce de scorpions de la famille des Scorpiopidae.

## Distribution
Cette espèce est endémique de l'État d'Arakan en Birmanie. Elle se rencontre vers Mrauk U dans les Chin Hills.

## Description
Le mâle holotype mesure 33,85 mm.

## Étymologie
Cette espèce est nommée en l'honneur d'Eduard Čik.

## Publication originale
- Kovařík, Lowe, Stockmann & Šťáhlavský, 2020 : « Revision of genus-group taxa in the family Scorpiopidae Kraepelin, 1905, with description of 15 new species (Arachnida: Scorpiones). » Euscorpius, no 325, p. 1-140 (texte intégral).